# Mayumi Yoshiyama
Mayumi Yoshiyama (慶山真弓?, Yoshiyama Mayumi; Amagasaki, 4 luglio 1976) è un'ex cestista giapponese.

## Carriera
Con il Giappone ha disputato i Campionati mondiali del 1998.